# أغستاوستلاند إيه دبليو 119
أغستاوستلاند إيه دبليو 119 كوالا (بالإنجليزية: AgustaWestland AW119 Koala)‏ هي مروحية أنتجت في 2000. كان أول طيران لها في 1995. صنع منها 91 طائرة، وسعر الطائرة الواحدة منها هو 1.85 مليون دولار في عام 2000.

## المشغلين
الجزائر
- القوات الجوية الجزائرية[3]

 أستراليا

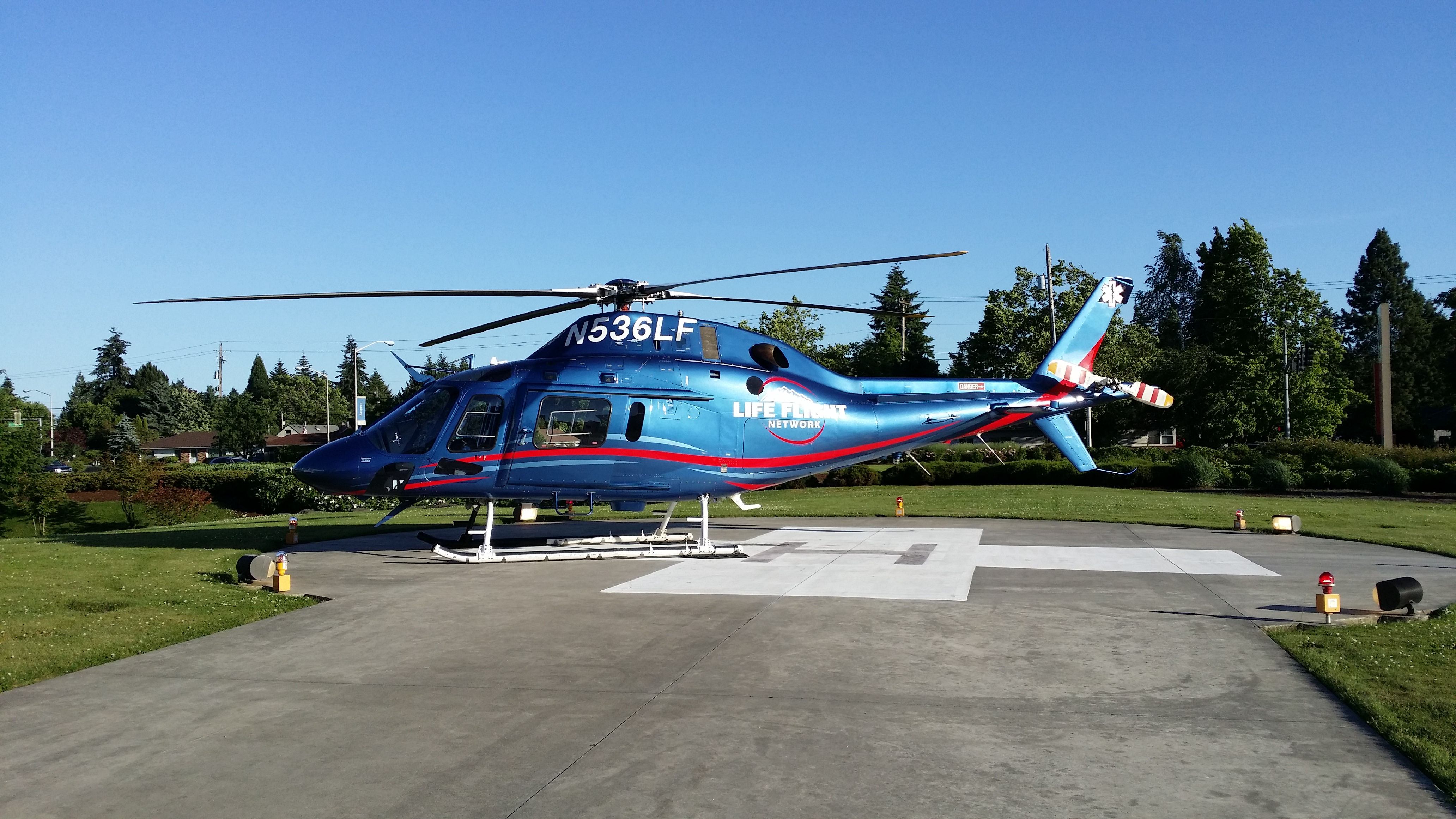
Life Flight Network AW119Kx N536LF at PeaceHealth Southwest Medical Center, Vancouver, WA

- Westpac Rescue Helicopter Service  [لغات أخرى]‏[4]

 البرازيل
- غوياس[5]
- سانتا كاتارينا[6]
- ريو غراندي دو سول[7][8]

 فنلندا
- حرس الحدود الفنلندي[9]

 كوريا الجنوبية
- National Police Agency  [لغات أخرى]‏ [10]

 ماليزيا
- Weststar General Aviation  [لغات أخرى]‏[11]

 المكسيك
- ولاية مكسيكو[12]

 الولايات المتحدة
- شرطة نيويورك [13]
- Phoenix Police Department [14]
- Life Flight Network (https://www.lifeflight.org/about/fleet)

## مواصفات (AW119Ke)
البيانات من AgustaWestland website
الخصائص العامة
- الطاقم: 1 pilot
- السعة: 6-7 passengers
- الطول: 13.01 m (42 ft 8 in)
- قطر الدوار: 10.83 m (35 ft 6 in)
- الارتفاع: 3.77 m (12 ft 4 in)
- مساحة القرص : 92.1 m² (991 ft²)
- الوزن فارغة: 1,430 kg (3,152 lb)
- الوزن محملة: kg (lb)
- وزن الإقلاع الأقصى: 2,720 kg (6283 lb)
- محرك الطائرة: 1 × Pratt & Whitney Canada PT6B-37A محرك عمود دوران توربيني, 747 kW (1,002 hp)

الأداء
- السرعة القصوى: 267 km/h (166 mph, 152 knots)
- المدى: 991 km (618 miles, 535 nm)
- سقف الخدمة: 6,096 m (15,000 ft)